# Marine Raider Stiletto
Das Marine Raider Stiletto ist ein dem Fairbairn-Sykes-Commando-Dagger nachempfundenes schlankes, dolchförmiges Kampfmesser. Da sich die Aluminium-Zink-Griffe mit der Zeit an der Luft zersetzen, da sie spröde werden, sind unbeschädigte Originale des Marine Raider Stilettos heute eine Rarität. Das Marine Raider Stiletto wurde während des Zweiten Weltkriegs an die Marine Raiders und das 1. Canadian Parachute Battalion ausgegeben.

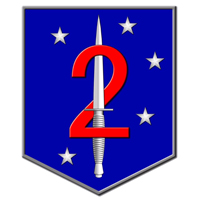
Abzeichen des 2. Marine Special Operations Battallion

## Geschichte
Zu Beginn des Zweiten Weltkriegs war der Mark 1 Grabendolch das einzige Messer, welches an die US-Marines ausgegeben wurde. Es wurde während des Ersten Weltkriegs für den Grabenkampf eingeführt, aber durch den Schlagring am Griff war das Messer umständlich zu handhaben und es enthielt fast 0,45 kg Messing, was die Herstellung teuer machte. Außerdem konnte das Mark I nicht in der „fencing-grip“-Position, der bevorzugten Position für den Messerstoß, gehalten werden. Das US Marine Corps begann 1942 aufgrund der Unzulänglichkeiten des Mark I mit der Herausgabe des KA-BAR, einer Kombination aus Kampf- und Gebrauchsmesser. Die Führung der Marine Raiders wünschte sich jedoch einen Dolch, der ausschließlich für den Nahkampf entwickelt sein sollte, aber kein verfügbares Messer erfüllte die gestellten Anforderungen.
Die Geschichte des US Marine Raider Stiletto begann im Commando Training Center in Achnacarry, Schottland. Der Dolch wurde dem Fairbairn-Sykes-Dolch nachempfunden.
Das US Marine Raider Stiletto wurde das von einem Offizier der gleichnamigen Einheit für diese entworfen. Der Oberstleutnant Clifford H. Shuey kopierte dabei weitgehend das Fairbairn-Sykes, änderte jedoch die Materialwahl, um den Bedarf an strategischen Materialien mit hoher Priorität zu reduzieren. Diese Änderungen führten schließlich zu späteren Haltbarkeitsproblemen bei den Raider-Dolchen. Der Dolch wurde 1942 entworfen und offiziell selektiv an die Marines ausgegeben, mit Priorität an Eliteeinheiten wie die Raiders.
Der Dolch wurde von der Camillus Cutlery Company 14.370 mal hergestellt; eine relativ kleine Zahl im Vergleich zu den 2,5 Millionen M3-Kampfmessern, die ausgegeben wurden. Zusätzlich zu den Raider-Einheiten ist bekannt, dass Scout- und Sniper-Kompanien der 1st Marine Division das Stilett erhalten haben, und einige Mitglieder des 1st Marine Parachute Battalion erwarben sie auch, entweder durch Tausch und Handel oder durch inoffizielle Lieferungen an Zeughäuser des Militärs. Das Kanadische erste Fallschirmspringer-Bataillon erhielt mit 500 Stück eine leicht abweichende Variante, die Klinge reflektiert nicht, da phosphaterisiert, und ein Herstellerschriftzug fehlte.
Der Dolch wurde auch an das 1st Marine Raider Battalion ausgegeben. Die Marines des 1. Raider-Bataillons fanden, dass das Raider-Stilett gut für das geräuschlose Töten ausgelegt war, aber für andere Zwecke wenig brauchbar und für allgemeine Aufgaben zu schwach war. Viele der Marines im 2nd Raider Battalion tauschten ihre Dolche gegen Allzweck-Kurzmacheten und Jagdmesser aus. Ende 1943 wurde das Raider Stiletto durch das neue Marine Corps Kampf- und Gebrauchsmesser mit der Bezeichnung 1219C2, später Ka-Bar genannt, ersetzt.

## Unterschied zum Fairbairn-Sykes-Commando-Dagger
Der Dolch der US Marine Raider ähnelt dem Fairbairn-Sykes-Dolch. Beide sind griffschwer konstruiert, um gut in der Hand zu liegen, und ein herausfallen des Dolches aus der Hand bei zu lockerem Griff der Finger zu verhindern, wie es bei Klingenschweren Kampfmessern passieren kann. Beide haben eine sich verjüngende, zweischneidige Klinge mit dünner Spitze, einen rautenförmigen Querschnitt, sowie eine ovale Parierstange. Beide haben einen schlanken, symmetrischen Griff und wiegen mit 0,68 Kilogramm gleich viel. Der Hauptunterschied ist, dass der Marine Raiders-Griff eine einteilige Konstruktion ist, bei dem Druckguss direkt auf den Klingenerl (tang) aufgetragen wurde.
Der Stilettgriff wurde aus einer Zink-Aluminium-Legierung druckgegossen, die die wünschenswerten Eigenschaften eines genauen Gusses, eine geringe Schrumpfung, geringe Kosten und vor allem einen minimalen Einsatz von Metallen mit strategischer Priorität aufwies. Es wurde jedoch im Laufe der Zeit entdeckt, dass die Zinkionen in dieser Legierung eine Tendenz zum Auslaugen haben, so dass das Gießen extrem spröde wurde. Infolgedessen weisen viele der heute noch existierenden Raider-Stilettos feine Griffrisse auf oder es fehlen ganze Teile des Griffs, die abgeplatzt sind, viele weitere der Raider-Kampfmesser haben Ersatzgriffe. Dieser Zerfall kann gehemmt werden, indem der Griff mit Vaseline bestrichen wird.
Die Dolchklinge ist ungefähr 0,64 cm länger als die des Fairbairn-Sykes-Commando-Dagger und erheblich dünner. Es wird angenommen, dass das dünnere Design eher ein Herstellungskompromiss war als ein Versuch, die Effektivität der Klinge zu erhöhen. Zudem wurde durch die dünnere Klinge an Ressourcen gespart.

## Herstellung
Die Marine Raider Dolch-Klinge wurde aus Stahlblech gestanzt. Der Flachmesserrohling wurde bis hin zum Diamantquerschnitt der Klinge bearbeitet. Im Vergleich dazu war der Fairbairn-Sykes-Kommando-Dolch teurer in der Herstellung, ist aber robuster. Dieser wurde in seine Form gesenkgeschmiedet, ein Verfahren, das den Stahl verstärkt, und dann wurde die Klinge von Hand bis auf das endgültigen Finish geschliffen.

## Nutzungsmöglichkeiten
Der Dolch der US Marine Raider wurde für den Zweck entwickelt, Feinde zu töten. Der Dolch ist aufgrund seiner schmalen Bauart und dünnen Stilettartigen Klinge ein reines Kampfmesser, welches keine anderen Aufgaben, wie das aufhebeln von Kisten oder öffnen von Lebensmitteldosen übernehmen kann. Die Spitze des Marine Raider Stilettos ist noch dünner als das des Fairbairn-Sykes, die Spitze kann deshalb leicht brechen.

## Trivia
Das Messer ist auf den Abzeichen der Marine Special Operation Battallione zu sehen.